# Islamizacja Azji Południowo-Wschodniej
Islamizacja Azji Południowo-Wschodniej – proces wypierania hinduizmu, buddyzmu oraz rodzimych wierzeń wyznawanych przez mieszkańców Azji Południowo-Wschodniej przez islam.

## Geneza zjawiska

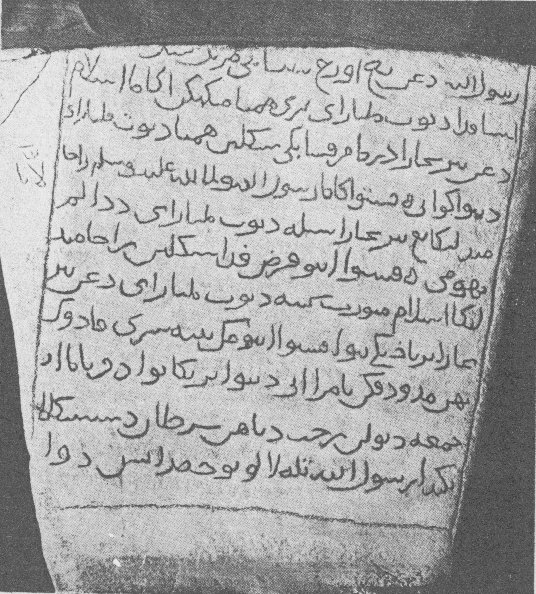
Inskrypcja zapisana na kamieniu i znana jako inskrypcja z Terengganu, datowana na 1303 rok, została odnaleziona w Terengganu. Stanowi ona dowód potwierdzający występowania islamu w Archipelagu Malajskim.

Pierwsza muzułmańska inskrypcja na nagrobku z tego obszaru datowana jest na 1082 rok. Początkowo islam docierał do Azji Południowo-Wschodniej za pośrednictwem muzułmańskich kupców, którzy przemierzali drogę wzdłuż głównego szlaku handlowego wiodącego z Azji Południowej na Daleki Wschód. Następnie islam był dalej rozpowszechniany przez bractwa sufickie i ekspansję terytorialną lokalnych władców nawróconych na islam. W XII wieku władca Kedah Phra Ong Mahawangsa zmienił religię z hinduizmu na islam i stał się tym samym ostatnim królem i jednocześnie pierwszym sułtanem Kedah jako Mudzafar Shah I. Jego rządy jako sułtana trwały od 1136 do 1179. Pierwsze wspólnoty muzułmańskie w wyspiarskiej części regionu powstały w północnej Sumatrze w dzisiejszym rejonie Aceh.
Od początku XV wieku sułtanat Malakka pozostawał ostoją islamu w  Archipelagu Malajskim. Stamtąd został on rozpowszechniony wzdłuż szlaków handlowych regionu. Nie wiadomo do końca, kiedy islam pojawił się w Azji Południowo-Wschodniej. Nie da się zatem dokładnie odtworzyć procesu islamizacji na podstawie dostępnych źródeł. Część naukowych teorii na ten temat pozostaje w sferze przypuszczeń.

## Dalszy rozwój

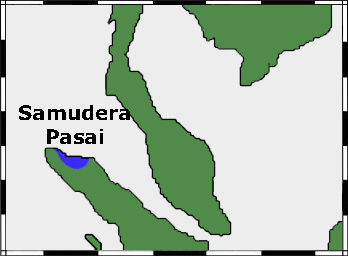
Mapa sułtanatu Samudera Pasai.

Marco Polo w opisie swojej podróży do Chin w 1292 roku odnotował istnienie muzułmańskiego państwa-miasta Perlak.
Chińskie źródła odnotowują w 1282 roku obecność muzułmańskich delegacji do cesarza Chin z sułtanatu Samudera Pasai. Tę relację uwiarygadnia marokański podróżnik Muhammad Ibn Battuta, który przez piętnaście dni przebywał w 1345 w Samudera Pasai i napisał później, że tamtejszy władca był muzułmaninem i wykonywał swoje obowiązki religijne ze szczególną gorliwością.
Źródła odnotowują również obecność społeczności muzułmańskich w Królestwie Melaju. Jeszcze inne potwierdziły tam obecność pochodzących z Chin muzułmańskich handlarzy z regionów takich jak Fujian.
Rozprzestrzenianie się islamu na ogół następowało na szlakach handlowych prowadzących na wschód. Około 1400 roku w Malakce doszła do władzy pierwsza muzułmańska dynastia, której władcy zaczęli tytułować się sułtanami. Pierwszy władca Malakki Parameswara, w 1409 r., przeszedł na islam, poślubił córkę władcy Pasai oraz przyjął imię Muhammad Iskandar Shah. W 1380 roku sufici przenieśli z Malakki swoją religię na należącą dziś do Filipin wyspę Mindanao.
Pod koniec XVI wieku wyznawcy islamu osiągnęli przewagę liczebną nad hinduistami i buddystami na Jawie i Sumatrze. Do tamtej pory właśnie te religie były tam dominujące. Dużo mniejsze postępy islam uczynił we wschodnich wyspach Archipelagu Malajskiego. Do czasu przybycia chrześcijańskich misjonarzy w XVII wieku, także Nowa Gwinea była w większości muzułmańska.
W 2010 roku muzułmanie stanowili większość w następujących krajach Azji Południowo-Wschodniej: Indonezji – 88,1%; Malezji – 61,4% oraz Brunei – 51,9% mieszkańców. Poszczególne wyspy różnią się między sobą pod względem religii. Na przykład Małe Wyspy Sundajskie Wschodnie, Papua Zachodnia, Timor Wschodni i Nowa Gwinea są w przeważającej mierze chrześcijańskie. Innym rejonem, gdzie chrześcijanie są liczniejsi niż muzułmanie jest malezyjski Sarawak na wyspie Borneo. Oprócz tego islamizacja prawie nie dotknęła wyspy Bali. Tam zdecydowaną większość stanowią wyznawcy hinduizmu, który znany jest tam jako hinduizm balijski. Kraje Azji Południowo-Wschodniej położone na północ od Malezji z wyjątkiem Wietnamu są buddyjskie.